# ديفيد مارتي
ديفيد مارتي (بالفرنسية: David Marty)‏ (27 مارس 1972 بفرنسا - ) هو لاعب كرة قدم فرنسي في مركز الهجوم. لعب مع نادي نيور وSO Romorantin ‏ وBlois Football 41 ‏.

## وصلات خارجية
- ديفيد مارتي على موقع قاعدة بيانات كرة القدم.إي يو (الإنجليزية)